# Hollywood (песня The Cranberries)
«Hollywood» — песня ирландской рок-группы The Cranberries, четвёртый сингл с альбома To The Faithful Departed. Написана в 1995 году Долорес О’Риордан. После выхода альбома планировалось выпустить «Hollywood» в качестве мирового сингла и снять музыкальное видео, однако этого не случилось, так как группа прервала свой тур Free to Decide World Tour, чтобы О’Риордан смогла поправить здоровье. В результате CD-сингл вышел только во Франции в 1997 году.

## Отзывы
Американский критик Нэд Раггетт (англ. Ned Raggett) писал, что звучание песни, хотя и получилось тяжёлым, всё же не дотянуло до уровня «Zombie»; критик Дэвид Браун (англ. David Browne), напротив, отозвался о «Hollywood» как об успешном эллиптическом размышлении со звуком, гораздо более тяжёлым, чем в «Zombie». Итальянский критик Пьеро Скаруффи также положительно оценил песню, назвав её образцовой в искусстве компромисса в звучании (то тяжёлого, то мягкого).

## Список композиций[5]
Представленные здесь CD-синглы вышли только во Франции.

### Hollywood 2-track CD single
1. «Hollywood»
2. «Forever Yellow Skies» (запись с концерта в Торонто, 29 августа 1996 года) — 3:28

### Hollywood 4-track CD single
1. «Hollywood»
2. «Forever Yellow Skies» (запись с концерта в Торонто, 29 августа 1996 года) — 3:28
3. «Dreams» (запись с концерта в Торонто, 29 августа 1996 года) — 4:20
4. «Waltzing Back» (запись с концерта в Торонто, 29 августа 1996 года) — 4:59